# Jenny Enodd
Jenny Enodd (Trondheim, 25 de marzo de 1996) es una deportista noruega que compite en biatlón. Ganó dos medallas en el Campeonato Europeo de Biatlón de 2022, oro en el relevo mixto y bronce en la prueba de persecución.

## Palmarés internacional
| Campeonato Europeo | Campeonato Europeo | Campeonato Europeo | Campeonato Europeo |
| Año                | Lugar              | Medalla            | Prueba             |
| ------------------ | ------------------ | ------------------ | ------------------ |
| 2022               | Arber (Alemania)   | Medalla de oro     | Relevo mixto       |
| 2022               | Arber (Alemania)   | Medalla de bronce  | Persecución        |